# Kirchenbezirk Kirchheim unter Teck
Der Evangelische Kirchenbezirk Kirchheim unter Teck ist einer von 43 Kirchenbezirken bzw. Kirchenkreisen der Evangelischen Landeskirche in Württemberg. Sein Gebiet ist deckungsgleich mit dem Dekanat Kirchheim unter Teck.

## Geografie
Der Kirchenbezirk liegt in der Mitte der württembergischen Landeskirche. Sein Gebiet umfasst den Südosten des Landkreises Esslingen, also das Gebiet der politischen Städte und Gemeinden Bissingen an der Teck, Dettingen unter Teck, Erkenbrechtsweiler, Holzmaden, Kirchheim unter Teck, Lenningen, Neidlingen, Notzingen, Ohmden, Owen und Weilheim an der Teck.

### Nachbarkirchenbezirke
Der Kirchenbezirk grenzt an folgende Kirchenbezirke (im Uhrzeigersinn beginnend im Norden): Schorndorf (Prälatur Heilbronn), Geislingen-Göppingen (Prälatur Ulm), Bad Urach-Münsingen (Prälatur Reutlingen) sowie Nürtingen und Esslingen (beide Prälatur Stuttgart).

## Geschichte
Das Dekanat Kirchheim unter Teck wurde bald nach Einführung der Reformation in Württemberg (1534) errichtet und gehört damit zu den ältesten Dekanaten Württembergs. Zum Dekan wurde der Pfarrer an der Stadtkirche ernannt. Zunächst gehörte das Dekanat Kirchheim zum Generalat Denkendorf, ab 1810 zum Generalat Urach und 1823 wurde es dem Generalat Ulm zugeordnet, aus dem die heutige Prälatur Ulm hervorging. Heute gehört es zur Prälatur Stuttgart. Bis 1690 gehörte auch das Gebiet um Nürtingen zum Dekanat Kirchheim unter Teck, bevor dort ein eigenes Dekanat errichtet wurde.
Infolge der Auflösung einiger Kreise bzw. Oberämter in Württemberg 1939 wurden auch die kirchlichen Verwaltungsbezirke teilweise neu gegliedert. So wurde mit Wirkung vom 1. April 1939 die Kirchengemeinde Hochdorf in den Kirchenbezirk Esslingen umgegliedert. Ferner wurde mit Wirkung vom 1. April 1961 die Kirchengemeinde Roßwälden und mit Wirkung vom 1. Januar 1976 die Kirchengemeinde Zell unter Aichelberg in den Kirchenbezirk Göppingen umgegliedert.

## Leitung des Kirchenbezirks
Die Leitung des Kirchenbezirks obliegt der Bezirkssynode, dem Kirchenbezirksausschuss (KBA) und dem Dekan. 2022 wurde Christian Tsalos, der zugleich eins der Pfarrerämter an der Martinskirche in Kirchheim unter Teck innehat, zum Dekan ernannt.

### Dekane des Kirchenbezirks Kirchheim unter Teck seit 1800
- 1800–1819 Johann Georg Pfeiffer
- 1819–1841 Jonathan Friedrich Bahnmaier
- 1842–1848 Christian Gottlob von Moser
- 1848–1868 Karl Ludwig von Weitzel (1808–1870)
- 1869–1887 Karl Theodor Wächter (1820–1888)
- 1887–1901 Karl Sixt Kapff (1833–1901)
- 1901–1909 Albert Julius Landenberger
- 1910–1919 Gustav Pezold (1850–1931)
- 1920–1929 Karl Hoß (1874–1949)
- 1930–1946 Martin Leube (1884–1961)
- 1947–1953 Eugen Stöffler sen. (1886–1955)
- 1953–1964 Hermann Gölz (1902–1964)
- 1964–1979 Herbert Nitsche (* 1914)
- 1979–1990 Walter Röckle (1927–2019)
- 1990–2007 Hartmut Ellinger (* 1942)
- 2007–2022 Renate Kath (* 1956)
- seit 2022 Christian Tsalos

## Kirchengemeinden
Im Kirchenbezirk gibt es insgesamt 14 Kirchengemeinden. Davon haben sich zwei Kirchengemeinden zu einer Gesamtkirchengemeinde zusammengeschlossen, bleiben jedoch weiterhin rechtlich selbständige Körperschaften des öffentlichen Rechts. Die jeweils in Klammern hinter dem Namen der Kirchengemeinde angegebenen Gemeindegliederzahlen beziehen sich auf das Jahr 2005 und sind gerundet.
Das Gebiet gehört zum alten Kernland Württemberg, wo ab 1534 die Reformation eingeführt wurde. Daher ist das gesamte Gebiet überwiegend evangelisch geprägt. Infolgedessen gibt es auch fast in jedem Dorf eine evangelische Kirchengemeinde und meist auch eine alte Kirche. In allen Orten (außer Kirchheim unter Teck) zogen Katholiken überwiegend erst nach dem Zweiten Weltkrieg zu.

### Kirchengemeinde Bissingen-Ochsenwang

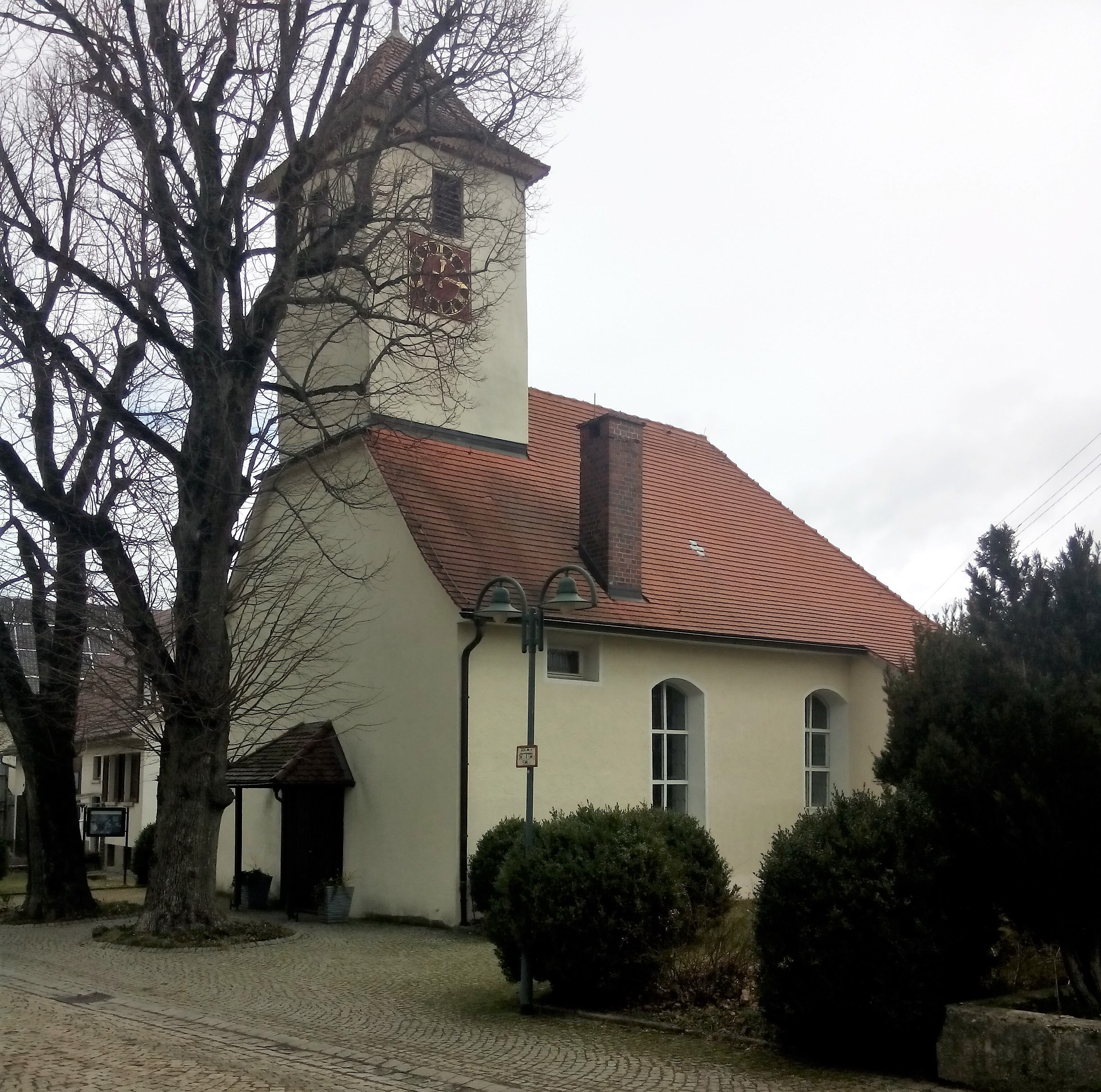
Kirche Ochsenwang

Im Dezember 2019 schlossen sich die bis dahin selbständigen Kirchengemeinden Ochsenwang und Bissingen an der Teck zur Evangelischen Kirchengemeinde Bissingen-Ochsenwang zusammen.
Die ehemalige Kirchengemeinde Bissingen/Teck umfasste den Kernort der Gemeinde Bissingen an der Teck. 1275 werden zwei Kirchen genannt. Die Marienkirche, die wohl dem Kloster St. Peter gehörte und die Michaelskirche, die wohl eine Tochter der gleichnamigen Kirche auf dem Limburg war. 1468 wurden beide Pfarreien durch Württemberg vereinigt. Pfarrkirche wurde die Marienkirche, die Michaelskirche zerfiel und wurde 1568 abgebrochen. Die heutige Kirche wurde im 19. Jahrhundert verändert und erhielt 1824 eine klassizistische Innenausstattung. Der Taufstein ist noch aus romanischer Zeit. Das Pfarramt in Bissingen/Teck betreut auch den Ortsteil Ochsenwang.
Die ehemalige Kirchengemeinde Ochsenwang umfasste den Ortsteil Ochsenwang der Gemeinde Bissingen an der Teck und den Unterlenninger Weiler Engelhof. Kirchlich gehörte Ochsenwang stets zu Bissingen. 1822 wurde jedoch eine eigene Pfarrverweserei errichtet, die meist von den Nachbarpfarrämtern versehen wurde. Hier war Eduard Mörike von Januar 1832 bis Oktober 1833 Pfarrverweser. 1706 wurde in Ochsenwang eine eigene Kirche mit Dachreiter erbaut. Der zu Unterlenningen gehörige Weiler Engelhof wurde mit Wirkung vom 15. Oktober 1991 von der Kirchengemeinde Unterlenningen hierher umgegliedert.

### Kirchengemeinde Dettingen/Teck

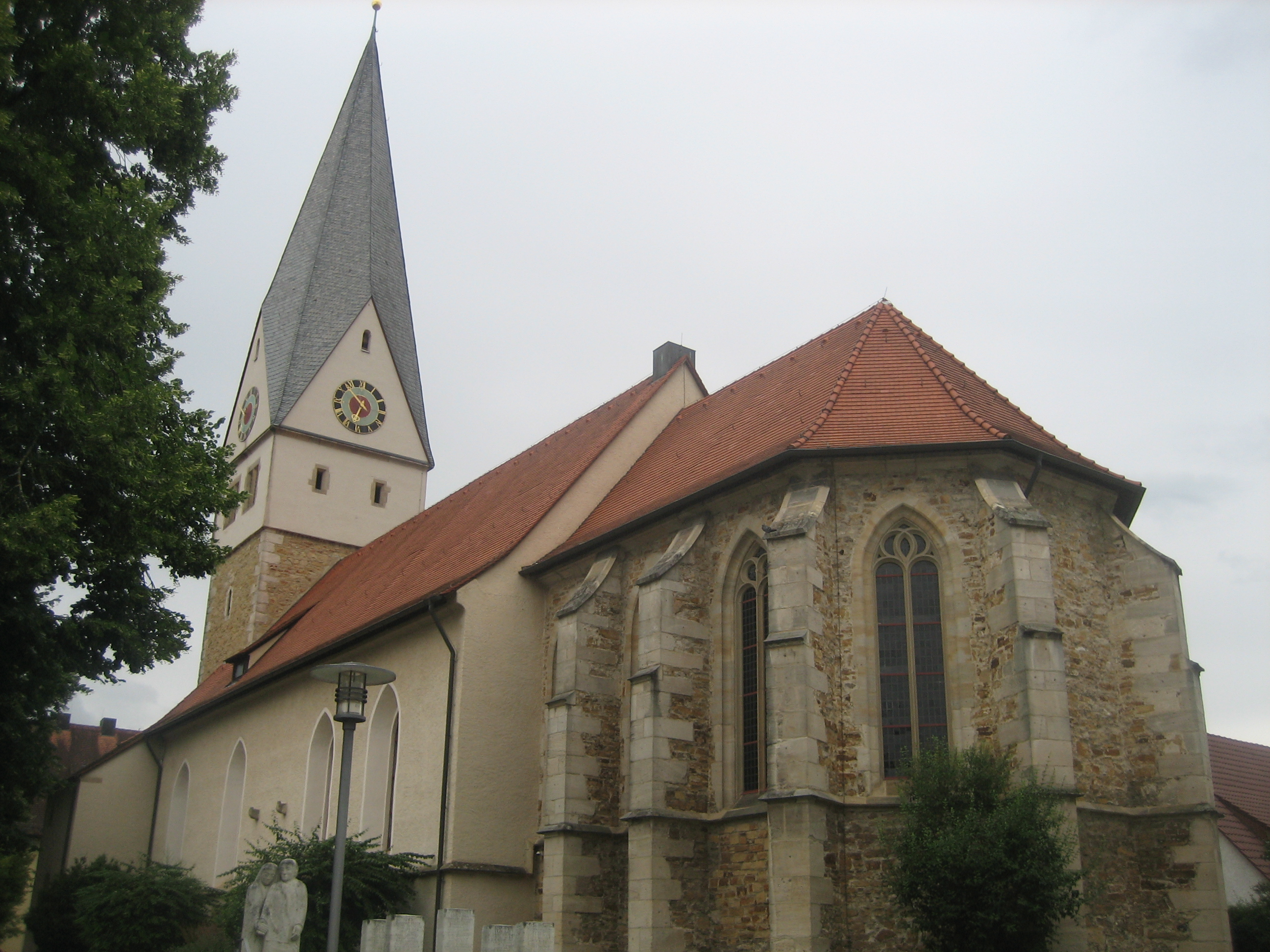
Georgskirche in Dettingen

Die Kirchengemeinde Dettingen/Teck umfasst die Gemeinde Dettingen unter Teck. 1269 wurde erstmals eine Kirche erwähnt, die 1302 mit St. Georgskirche bezeichnet wird. Sie gehörte den Grafen von Hohenberg und kam 1381 an Österreich. 1454 kam sie an das Kirchheimer Spital zu schließlich an Württemberg. 1444 war die Kirche durch Aberlin Jörg neu erbaut worden. Im Zweiten Weltkrieg wurde sie stark beschädigt, aber danach wieder aufgebaut. Erhalten blieb der kreuzgratgewölbte Westturm ohne Fachwerkobergeschoss und Helm sowie die Umfassungsmauern von Schiff und Chor.

### Kirchengemeinde Erkenbrechtsweiler-Hochwang

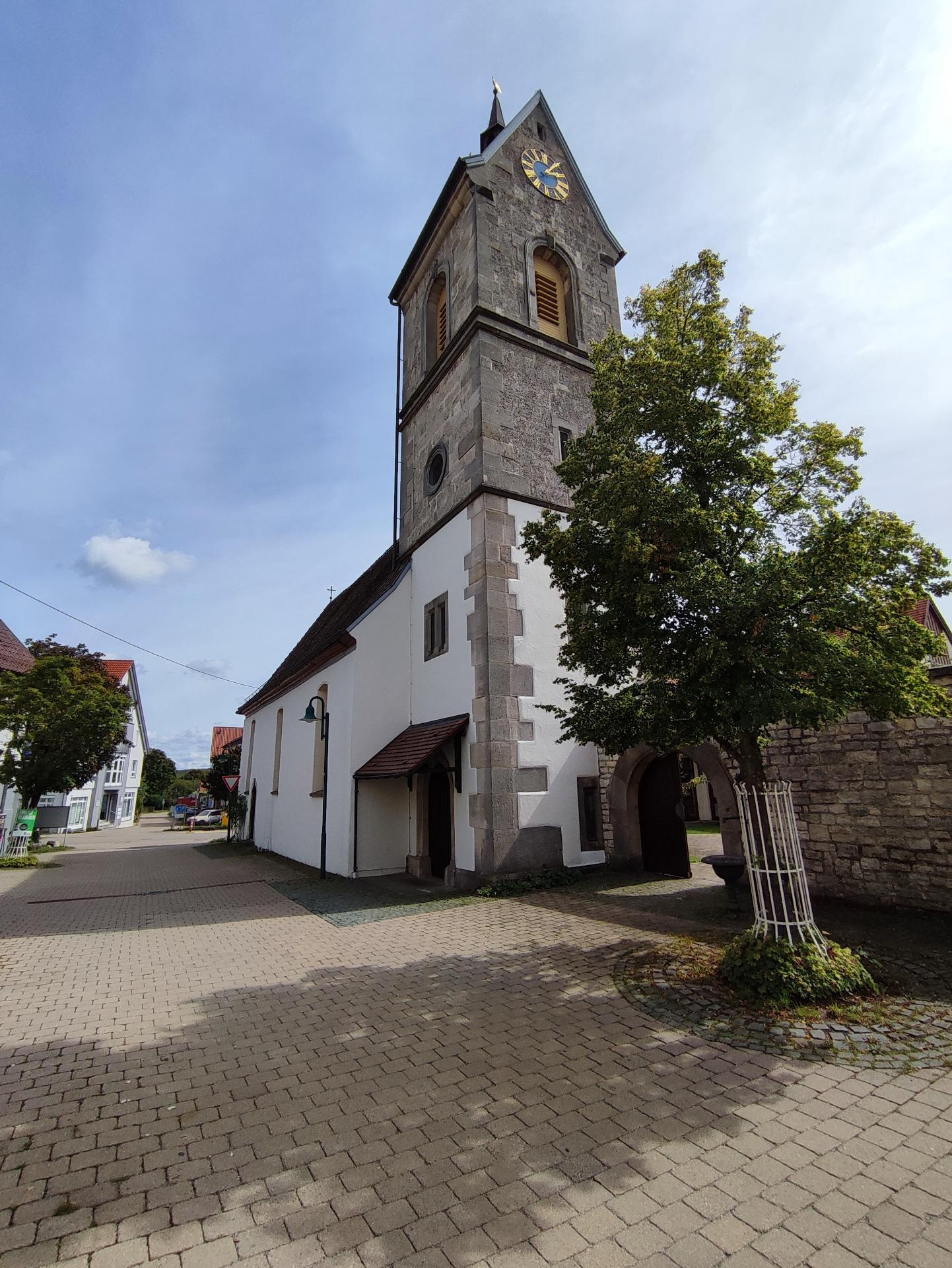
Ev. Kirche Erkenbrechtsweiler

Die Kirchengemeinde Erkenbrechtsweiler-Hochwang umfasst die Gemeinde Erkenbrechtsweiler und den Ortsteil Hochwang der Gemeinde Lenningen. Erkenbrechtsweiler wurde kirchlich zunächst von Oberlenningen aus betreut. Eine Kapelle zu Unserer Lieben Frau in Erkenbrechtsweiler ist aber 1463 erwähnt. Nach der Reformation wurde der Ort abwechselnd von Beuren, Oberlenningen und Neuffen betreut. 1739 wurde Erkenbrechtsweiler eine eigene Pfarrei. Die heutige Kirche wurde 1756 aus der mittelalterlichen Kapelle erbaut und 1867 völlig umgebaut.

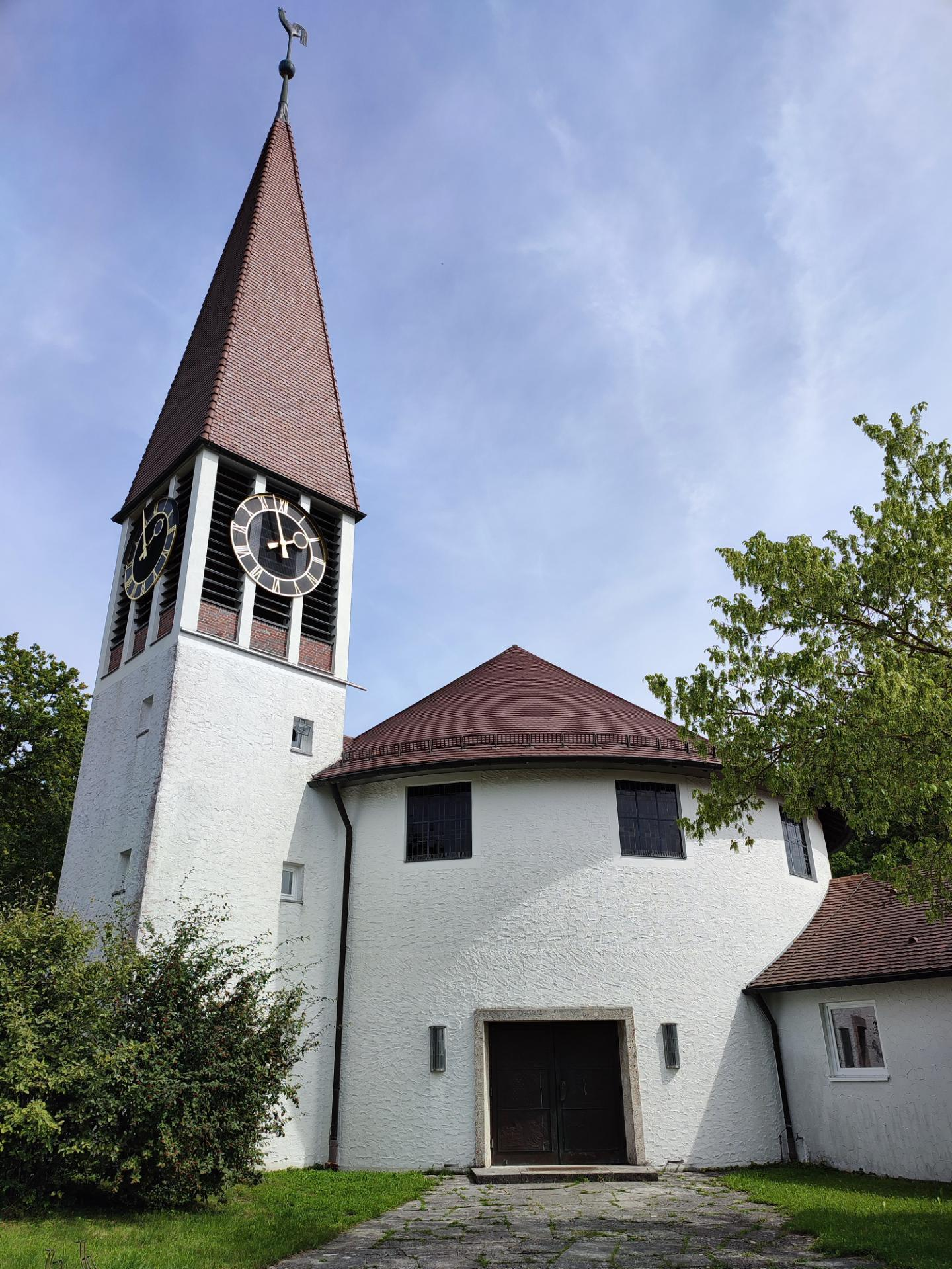
Dreifaltigkeitskirche in Hochwang

1952 kaufte die Gemeinde Oberlenningen von der Gemeinde Erkenbrechtsweiler eine Fläche zur Ansiedelung von Neubürgern. So entstand der Ort Hochwang, der bis heute politisch zur Gemeinde Lenningen gehört. 1952 bis 1954 wurde in Hochwang eine eigene Kirche, die Dreifaltigkeitskirche erbaut. Hochwang gehörte kirchlich zunächst ebenfalls zu Oberlenningen, wurde mit Wirkung vom 1. Januar 2004 jedoch von der Evangelischen Kirchengemeinde Oberlenningen gelöst und der Evangelischen Kirchengemeinde Erkenbrechtsweiler angegliedert. Bis 1955 gehörte die Kirchengemeinde Erkenbrechtsweiler zum Kirchenbezirk Nürtingen. Mit Wirkung vom 1. April 1955 wurde sie in den Kirchenbezirk Kirchheim unter Teck umgegliedert.

### Kirchengemeinde Hepsisau

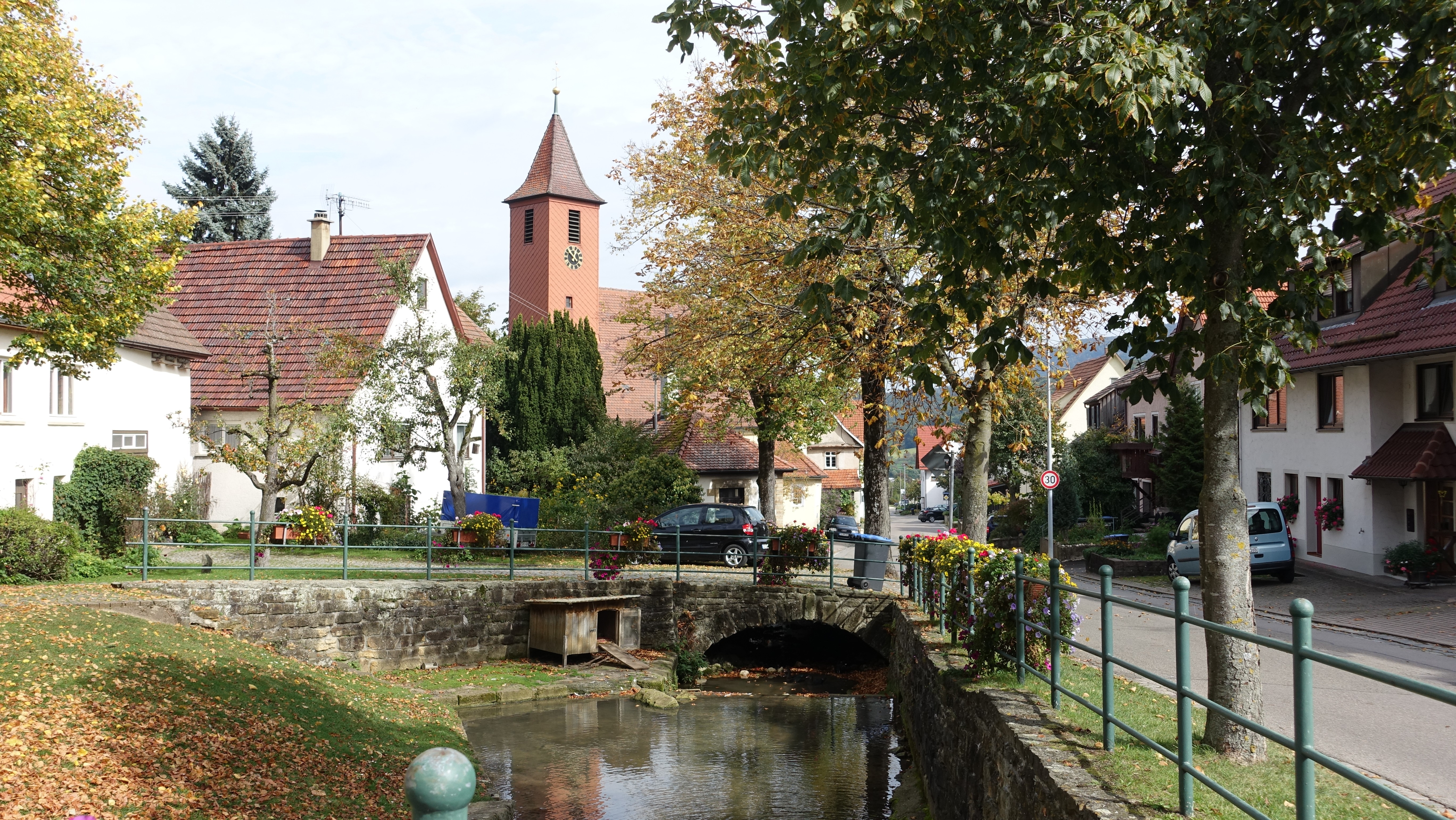
Evangelische Kirche Hepsisau

Die Kirchengemeinde Hepsisau umfasst den Stadtteil Hepsisau der Stadt Weilhelm an der Teck. Kirchlich gehörte der Ort zu Weilheim, doch hatte er seit 1479 eine Filialkapelle, die um 1500 zur Kirche erweitert wurde. 1672 und 1674 wurde sie erneuert. Sie besitzt einen Dachreiter. 1846 wurde in Hepsisau eine eigene Pfarrei errichtet.

### Kirchengemeinde Holzmaden

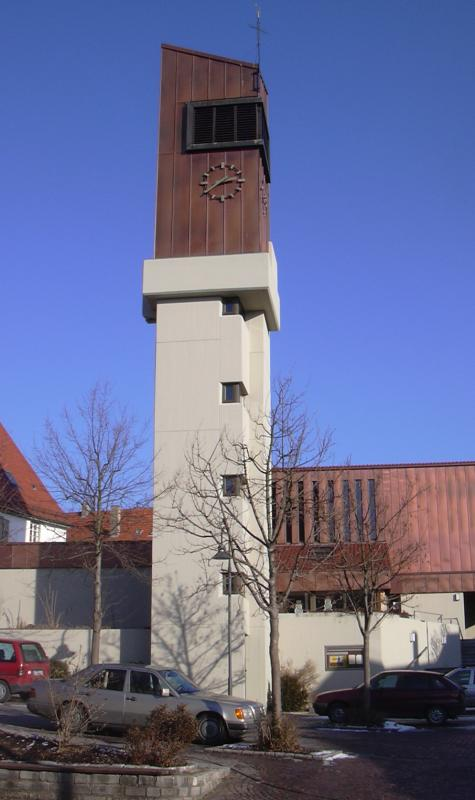
Stephanuskirche in Holzmaden

Die Kirchengemeinde Holzmaden umfasst die Gemeinde Holzmaden. Schon im 12. Jahrhundert wird ein kleines Kirchlein erwähnt. Es war dem Heiligen Stephanus geweiht. 1411 gelangte die Kirche als Schenkung der Grafen von Württemberg an das Kloster Adelberg. Seit 1549 gibt es evangelische Pfarrer in Holzmaden. Im Dreißigjährigen Krieg wurde der Ort völlig zerstört. Erst nach der Rückkehr der überlebenden Bewohner konnte die Kirche wieder aufgebaut werden (1664–1669). Reste des spätgotischen Chores und des Westturm aus dem 15. Jahrhundert wurden mitverwendet. Schon Ende des 19. Jahrhunderts bestand die Absicht, die kleine Stephanuskirche durch einen Neubau zu ersetzen. Verwirklicht wurde dieser Plan erst 1969–1971. Heute arbeitet die evangelische Kirchengemeinde eng mit der Liebenzeller Gemeinschaft Holzmaden und dem EC Holzmaden zusammen. Die Kirchengemeinde ist Träger der örtlichen Kindergartenarbeit.

### Kirchengemeinde Jesingen-Ohmden

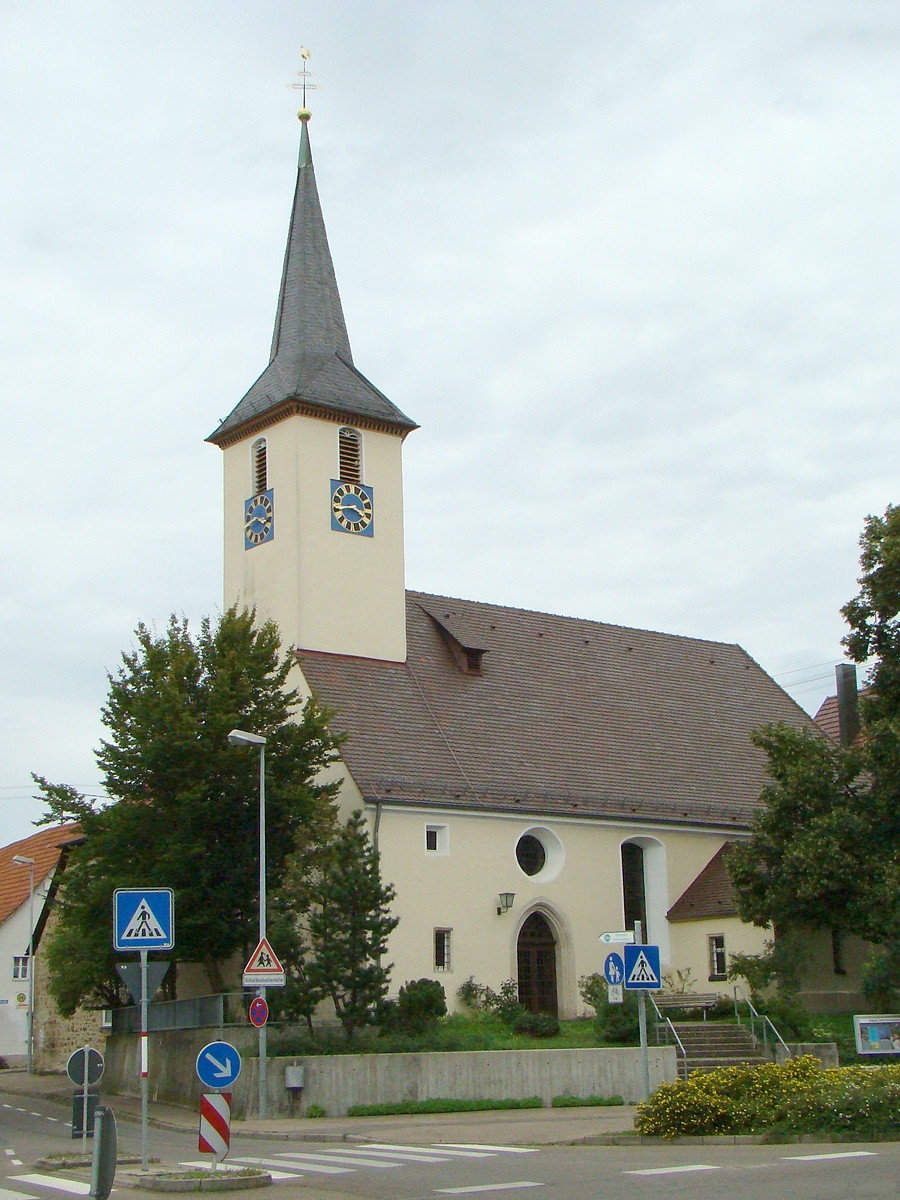
Peterskirche Jesingen

Die Kirchengemeinde Jesingen-Ohmden umfasst den Stadtteil Jesingen der Stadt Kirchheim unter Teck und die Gemeinde Ohmden.
Jesingen war kirchlich zwischen Holzmaden und Kirchheim aufgeteilt. Ferner hatte auch das Kloster St. Peter Anteil am Ort. Aus der Propsteikirche St. Petrus, Cosmas und Damian wurde nach der Reformation die Pfarrkirche für den gesamten Ort. Die heutige Kirche St. Petrus hat Reste aus dem 13. Jahrhundert, ist aber ansonsten ein neugotischer Bau. Der rechteckige Bau hat einen Dachreiter.
Die Kirchengemeinde Ohmden umfasste die Gemeinde Ohmden. Eine Kirche wird bereits 1122/27 erwähnt, jedoch wurde der Ort kirchlich von den Nachbargemeinden, zuletzt von Kirchheim, betreut. Seit 1484 bestand eine Pfarrverweserei, die der Kirchheimer Pfarrer in der Filialkapelle zu versehen hatte. 1551 wurde eine eigene Pfarrei errichtet. Seit 2013 liegt die Geschäftsführung beim Pfarramt Holzmaden. Die heutige Dorfkirche S. Cosmas und Damian wurde 1681/83 erbaut. Sie besitzt eine Holzkassettendecke und Rundbogenfenster. Der Turm wurde erst 1871 erbaut und 1900 erneuert.

### Gesamtkirchengemeinde Kirchheim unter Teck
Die Gesamtkirchengemeinde Kirchheim unter Teck umfasst die Stadt Kirchheim unter Teck ohne die Stadtteile Jesingen und Nabern, wo es jeweils eine eigene Kirchengemeinde gibt, die nicht zur Gesamtkirchengemeinde Kirchheim unter Teck gehören. Die Gesamtkirchengemeinde Kirchheim unter Teck wurde durch Bekanntmachung des Oberkirchenrats vom 11. Januar 1960 gebildet, als die bis dahin alleinige Kirchengemeinde Kirchheim unter Teck in zunächst drei Teilkirchengemeinden, nämlich die Martinskirchengemeinde, die Christuskirchengemeinde und die Kreuzkirchengemeinde aufgeteilt und diese in der gleichzeitig neu gebildeten Gesamtkirchengemeinde Kirchheim unter Teck zusammengeschlossen wurden. Das Kultusministerium die Gesamtkirchengemeinde Kirchheim unter Teck und deren Teilkirchengemeinden mit Schreiben vom 16. Oktober 1959 als Körperschaften des öffentlichen Rechts anerkannt.
1963 wurde die Auferstehungskirchengemeinde Kirchheim unter Teck durch Abtrennung vom Gebiet der Christuskirchengemeinde, 1967 die Thomaskirchengemeinde Kirchheim unter Teck und schließlich mit Wirkung vom 1. Januar 1968 die Matthäuskirchengemeinde Lindorf als weitere Teilkirchengemeinde innerhalb der Gesamtkirchengemeinde Kirchheim unter Teck gebildet. Gleichzeitig wurde mit Wirkung vom 1. Januar 1968 die Johanneskirchengemeinde Ötlingen in den Verband der Gesamtkirchengemeinde aufgenommen, so dass diese seitdem aus sieben Teilkirchengemeinden bestand. Nachdem einige Gemeinden wieder fusionierten, besteht die Gesamtkirchengemeinde derzeit (2024) nur noch aus zwei Kirchengemeinden.

#### Stadtkirchengemeinde Kirchheim unter Teck

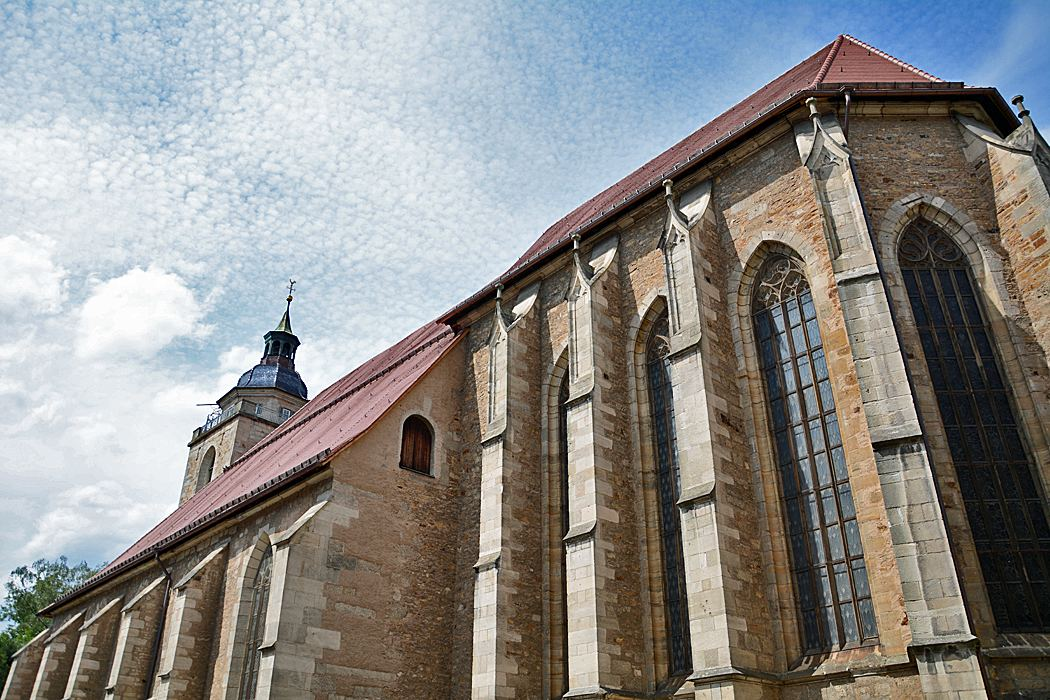
Martinskirche in Kirchheim

Die Stadtkirchengemeinde Kirchheim unter Teck (ca. 8.000) umfasst die Kernstadt Kirchheims. Sie entstand durch die Wiedervereinigung der seit 1960 bzw. 1967 selbständigen Kirchengemeinden, wie im Folgenden aufgeführt.
Die Martinskirche ist eine gotische Kirche, die erstmals 960 erwähnt und in der Mitte des 15. Jahrhunderts in der heutigen Form errichtet wurde. Sie ist die älteste Kirche der Stadt und Sitz des Dekanats. Die zugehörige Kirchengemeinde war bis ins 20. Jahrhundert die einzige evangelische Kirchengemeinde der Stadt. Vor allem nach dem Zweiten Weltkrieg wuchs die Gemeinde infolge Zuzüge stark an und wurde daher geteilt, so dass weitere Kirchengemeinden und Kirchen entstanden, die heute die Gesamtkirchengemeinde Kirchheim bilden.
Die Martinskirchengemeinde Kirchheim unter Teck wurde durch Bekanntmachung des Oberkirchenrats vom 11. Januar 1960 gebildet, als die bis dahin alleinige Kirchengemeinde Kirchheim unter Teck in damals drei Teilkirchengemeinden aufgeteilt wurde. Durch Bekanntmachung des Oberkirchenrats vom 21. April 1967 gab es eine Gebietsveränderung von der Martinskirchengemeinde zur Kreuzkirchengemeinde und durch Erlass vom 16. Dezember 1976 gab es eine weitere Gebietsveränderungen der Martinskirchengemeinde zugunsten der Auferstehungskirchengemeinde sowie der Kreuzkirchengemeinde zugunsten der Martinskirchengemeinde. Andererseits wurde das Wohngebiet Schafhof von der Martinskirchengemeinde in die Kreuzkirchengemeinde umgegliedert.

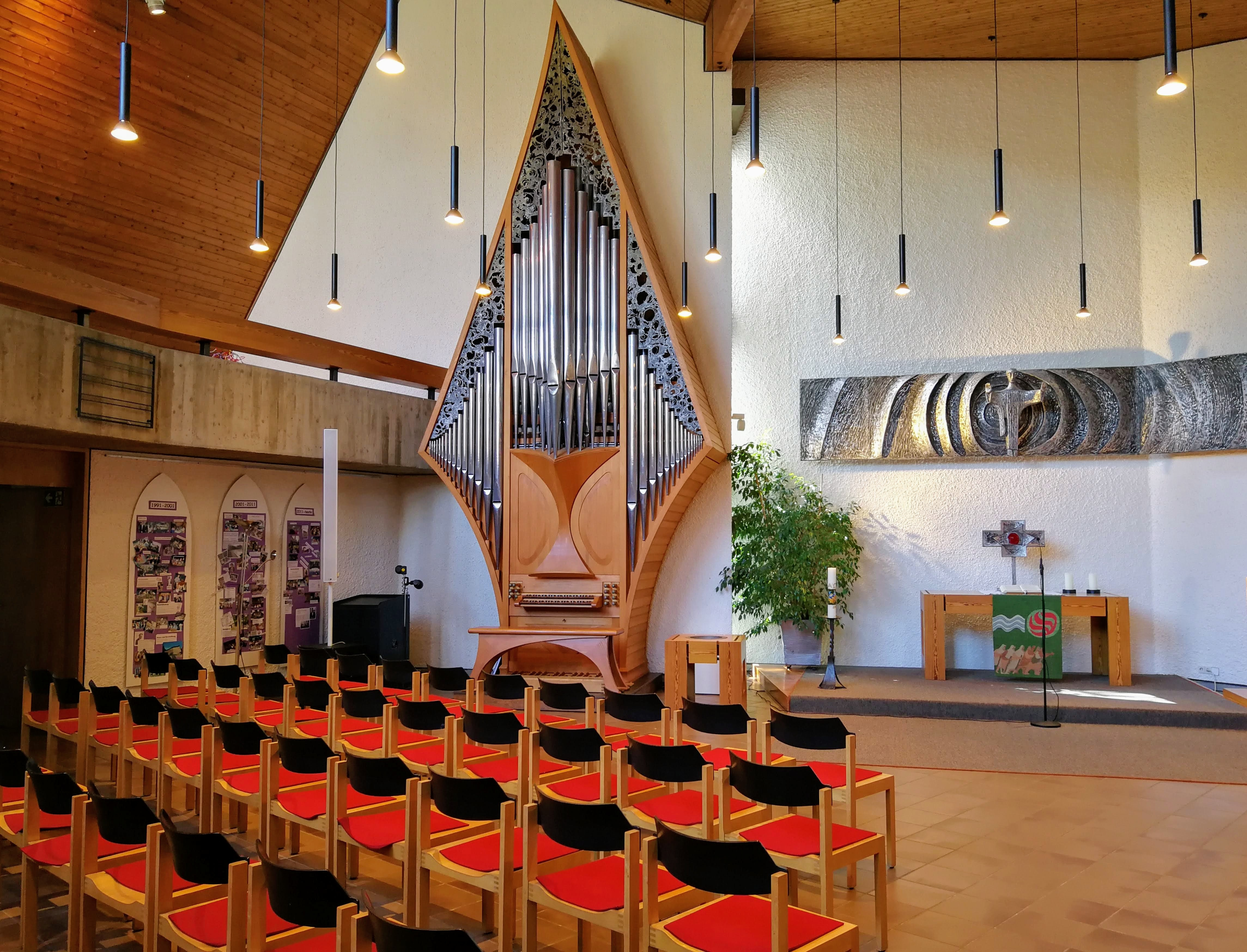
Auferstehungskirche in Kirchheim

Die Auferstehungskirchengemeinde Kirchheim unter Teck (ca. 1.750) umfasste den westlichen Teil der Kernstadt Kirchheims. Sie wurde durch Bekanntmachung des Oberkirchenrats vom 19. Juli 1963 durch Abtrennung vom Gebiet der Christuskirchengemeinde Kirchheim unter Teck als weitere Teilkirchengemeinde innerhalb der Gesamtkirchengemeinde Kirchheim unter Teck gebildet, nachdem das Kultusministerium die neue Kirchengemeinde mit Schreiben vom 18. April 1963 als Körperschaft des öffentlichen Rechts anerkannt hatte. Zunächst wurde ein Montage-Gemeindehaus als provisorische Kirche benutzt. Die heutige Auferstehungskirche wurde 1972 eingeweiht und ist damit die jüngste evangelische Kirche der Kernstadt.
Durch Erlass des Oberkirchenrats vom 16. Dezember 1976 gab es eine Gebietsveränderungen der Martinskirchengemeinde zugunsten der Auferstehungskirchengemeinde und gemäß Bekanntmachung des Oberkirchenrats vom 26. Februar 1988 gab es zwischen der Auferstehungskirchengemeinde und der Johanneskirchengemeinde Ötlingen eine weitere Gebietsumgliederung zugunsten der Johanneskirchengemeinde Ötlingen.
Die Christuskirchengemeinde Kirchheim unter Teck (ca. 1.800) umfasste den südlichen Teil der Kernstadt Kirchheims. Die Christuskirche wurde 1909 als zweite evangelische Kirche nach der Martinskirche erbaut. Durch ihre Lage in der Vorstadt trug sie lange den inoffiziellen Namen „Vorstadtkirche“. Das zugehörige Gemeindehaus trägt den Namen „Ernst-Traub-Gemeindehaus“. Die Christuskirchengemeinde Kirchheim unter Teck wurde durch Bekanntmachung des Oberkirchenrats vom 11. Januar 1960 gebildet, als die bis dahin alleinige Kirchengemeinde Kirchheim unter Teck in damals drei Teilkirchengemeinden aufgeteilt wurde. 1963 wurde aus einem Teilgebiet der Christuskirchengemeinde Kirchheim die neue Auferstehungskirchengemeinde Kirchheim gebildet.
Die Kreuzkirchengemeinde Kirchheim unter Teck umfasste den östlichen Teil der Kernstadt Kirchheims, also im Wesentlichen die Wohngebiete Rauner, Bohnau und Schafhof. Neben der Kreuzkirche, die 1956 erbaut wurde, hat die Gemeinde im Schafhof ein Gemeindehaus.
Sie wurde durch Bekanntmachung des Oberkirchenrats vom 11. Januar 1960 gebildet, als die bis dahin alleinige Kirchengemeinde Kirchheim unter Teck in damals drei Teilkirchengemeinden aufgeteilt wurde. Durch Bekanntmachung des Oberkirchenrats vom 21. April 1967 gab es eine Gebietsveränderung von der Martinskirchengemeinde zur Kreuzkirchengemeinde und durch Erlass vom 16. Dezember 1976 gab es eine weitere Gebietsveränderungen der Kreuzkirchengemeinde zugunsten der Martinskirchengemeinde. Andererseits wurde das Wohngebiet Schafhof von der Martinskirchengemeinde in die Kreuzkirchengemeinde umgegliedert.
Die Thomaskirchengemeinde Kirchheim/Teck (ca. 1.200) umfasste den südöstlichen Teil der Kernstadt Kirchheims. Die Thomaskirche wurde 1967 erbaut und durch Bekanntmachung des Oberkirchenrats vom 21. April 1967 die selbständige Thomaskirchengemeinde Kirchheim unter Teck als weitere Teilkirchengemeinde innerhalb der Gesamtkirchengemeinde Kirchheim unter Teck gebildet. Das Kultusministerium hatte die Thomaskirchengemeinde mit Schreiben vom 22. Juli 1966 als Körperschaft des öffentlichen Rechts anerkannt.

#### Kirchengemeinde Lindorf und Ötlingen

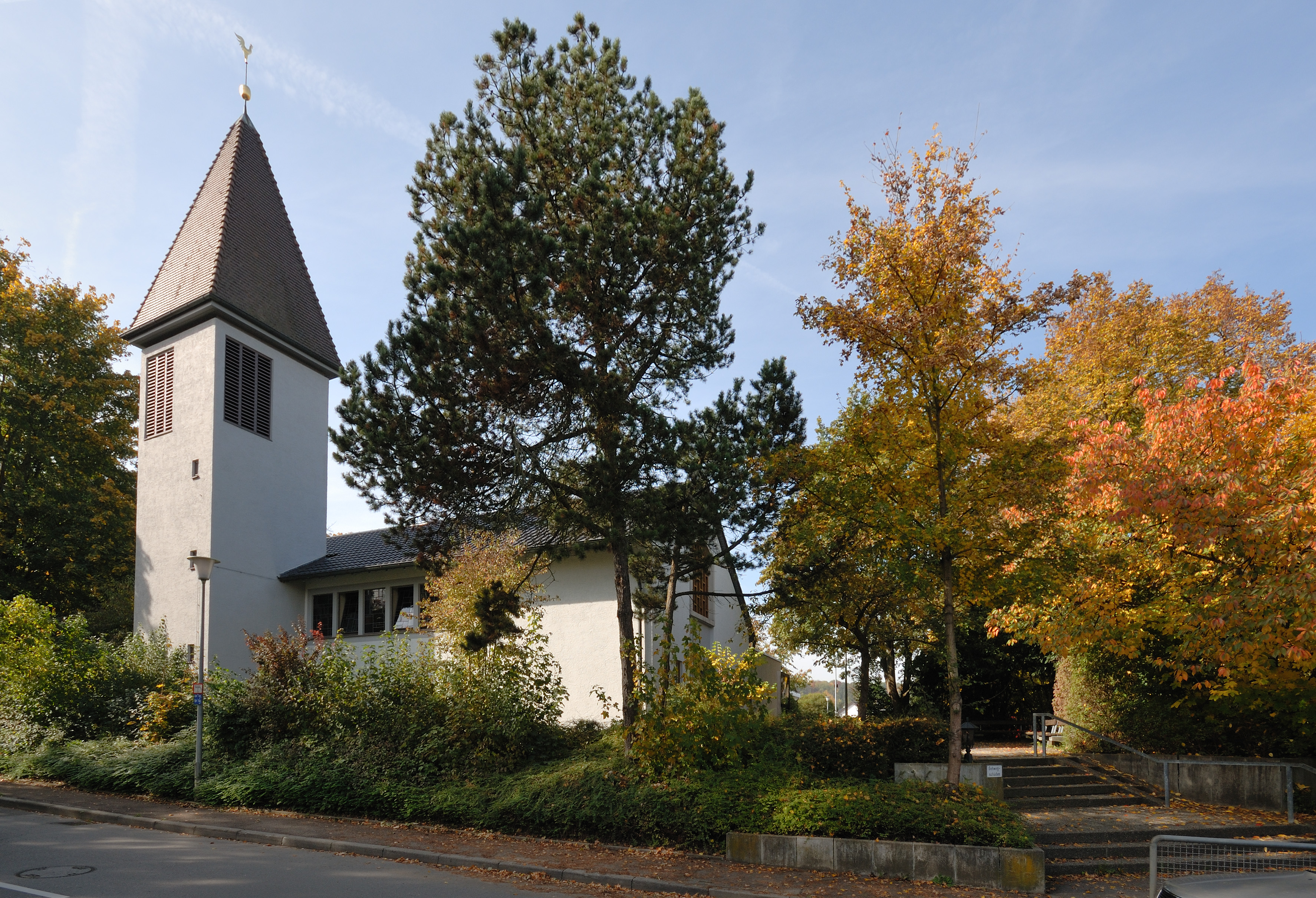
Matthäuskirche in Lindorf

Seit 1. Januar 2016 haben sich die Kirchengemeinden der Kirchheimer Stadtteile Lindorf und Ötlingen zu einer Gemeinde zusammengeschlossen.
Die ehemalige Matthäuskirchengemeinde Kirchheim unter Teck-Lindorf umfasste den Stadtteil Lindorf der Stadt Kirchheim unter Teck. Kirchlich gehörte Lindorf stets zu Kirchheim, später zu Ötlingen. Mit Wirkung vom 1. Januar 1968 wurde in Lindorf die selbständige Matthäuskirchengemeinde Lindorf errichtet. Diese wurde zusammen mit der Johanneskirchengemeinde Ötlingen als weitere Teilkirchengemeinde in den Verband der 1960 gebildeten Gesamtkirchengemeinde Kirchheim unter Teck eingegliedert. Das Kultusministerium hatte die neue Matthäuskirchengemeinde Lindorf mit Schreiben vom 2. Januar 1968 als Körperschaft des öffentlichen Rechts anerkannt. 1971 wurde in Lindorf die Matthäuskirche erbaut.

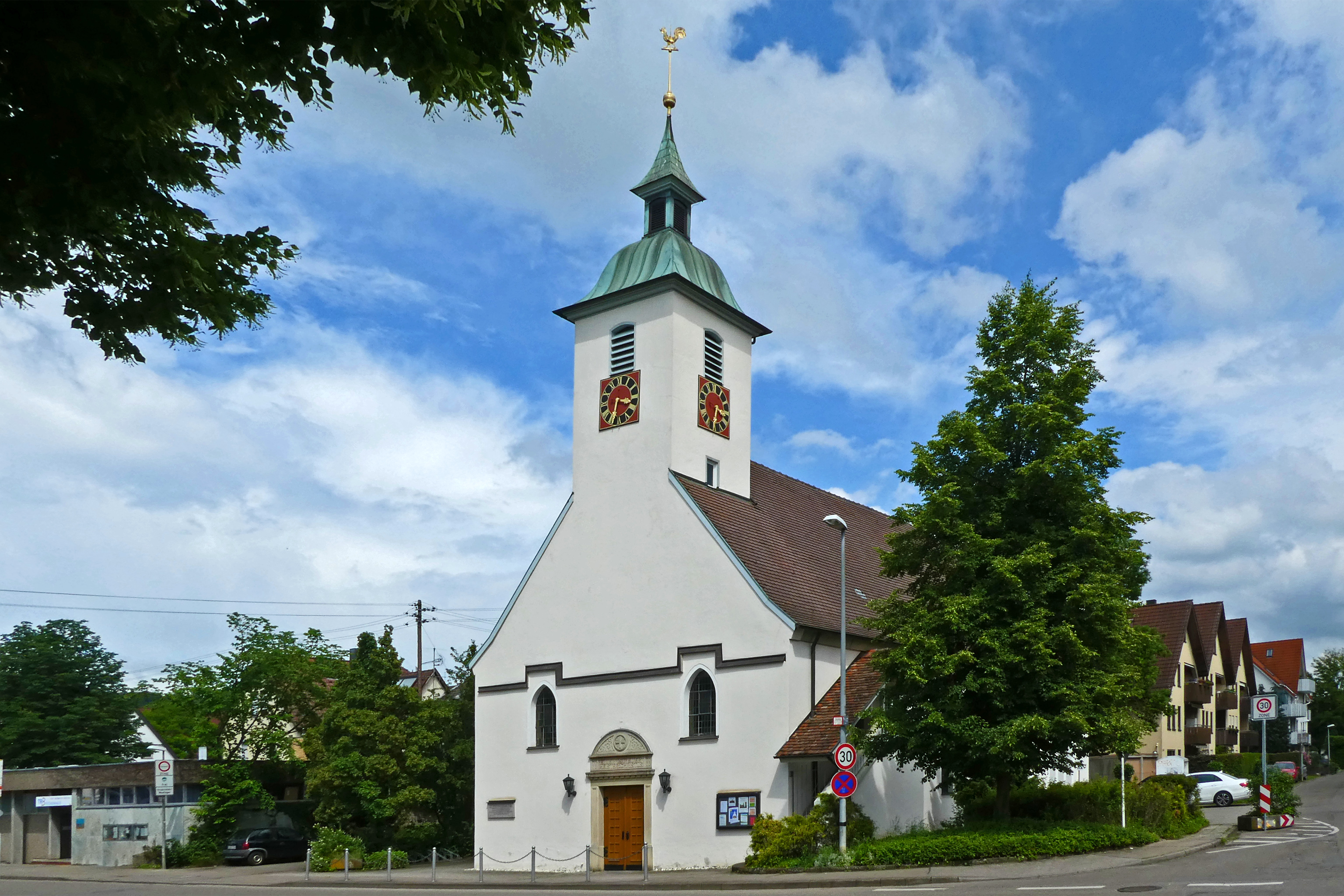
Johanneskirche in Ötlingen

Die ehemalige Johanneskirchengemeinde Ötlingen umfasste den Stadtteil Ötlingen der Stadt Kirchheim unter Teck. Ötlingen gehörte kirchlich zu Kirchheim, doch gab es eine Filialkapelle St. Johannes oder St. Bernhard, die aber bereits 1539 abgebrochen wurde. Um 1600 wurde eine neue Kirche erbaut, an der 1834 eine eigene Pfarrei eingerichtet wurde. 1913/14 wurde die Kirche umgebaut. Sie trägt den Namen Johanneskirche. Mit Wirkung vom 1. Januar 1968 wurde die Johanneskirchengemeinde Ötlingen als weitere Teilkirchengemeinde in den Verband der Gesamtkirchengemeinde Kirchheim unter Teck eingegliedert. Gleichzeitig wurde in Lindorf, das kirchlich bis 1967 zu Ötlingen gehörte, die selbständige Matthäuskirchengemeinde Lindorf errichtet, die ebenfalls als weitere Teilkirchengemeinde in den Verband der Gesamtkirchengemeinde Kirchheim unter Teck eingegliedert wurde. Gemäß Bekanntmachung des Oberkirchenrats vom 26. Februar 1988 gab es zwischen der Johanneskirchengemeinde Ötlingen und der Auferstehungskirchengemeinde eine Gebietsumgliederung zugunsten der Johanneskirchengemeinde Ötlingen. Bereits durch Bekanntmachung vom 18. März 1932 hatte es eine Gebietsveränderung zwischen der Kirchengemeinde Ötlingen und der damals alleinigen Kirchengemeinde Kirchheim unter Teck zugunsten von Ötlingen gegeben.

### Julius-von-Jan-Kirchengemeinde Lenningen
Die früher eigenständigen Kirchengemeinden Brucken, Unterlenningen, Oberlenningen und Schopfloch-Gutenberg haben sich zur Evangelischen Julius-von-Jan-Kirchengemeinde Lenningen zusammengeschlossen.

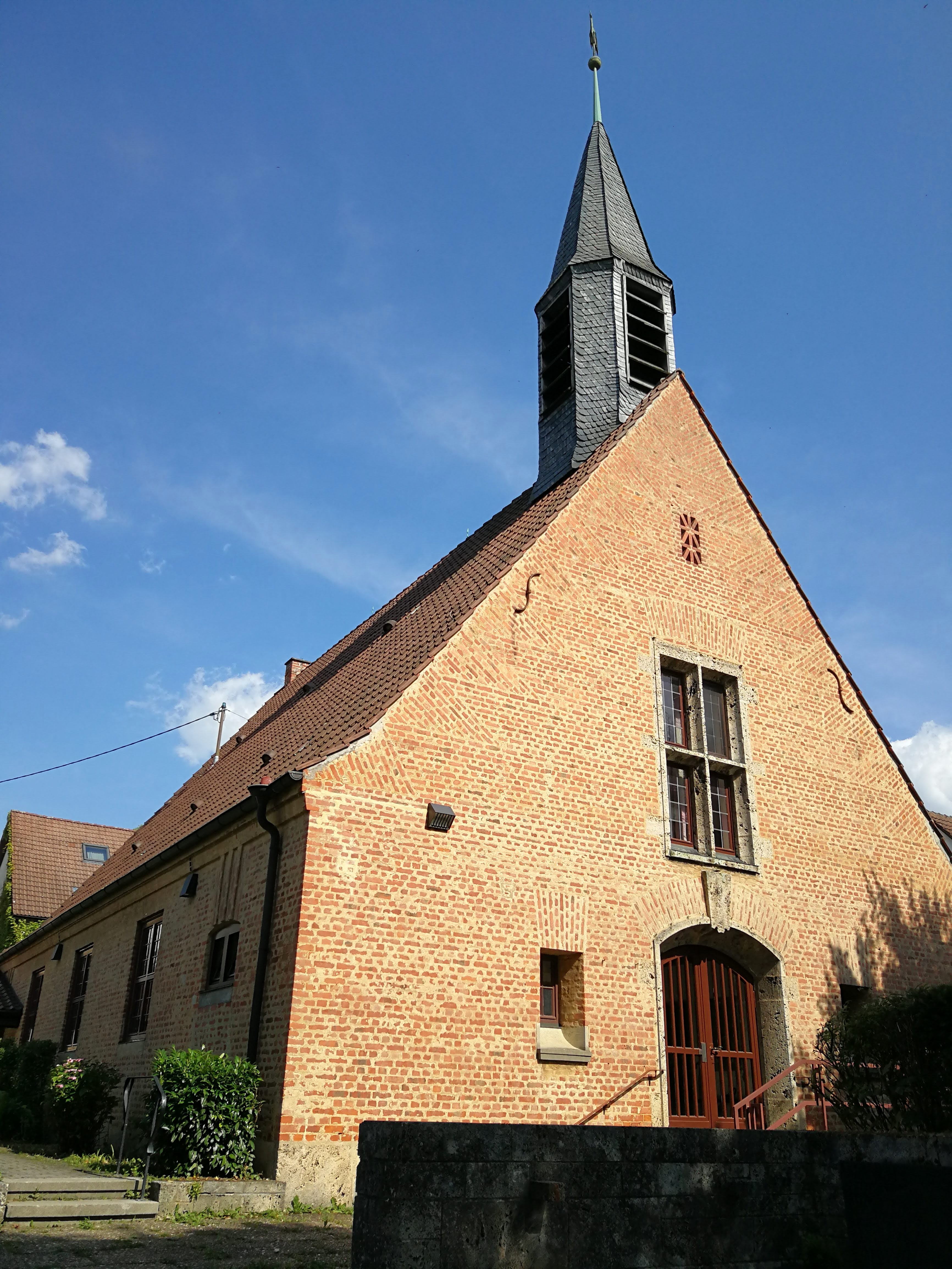
Evangelische Kirche Brucken

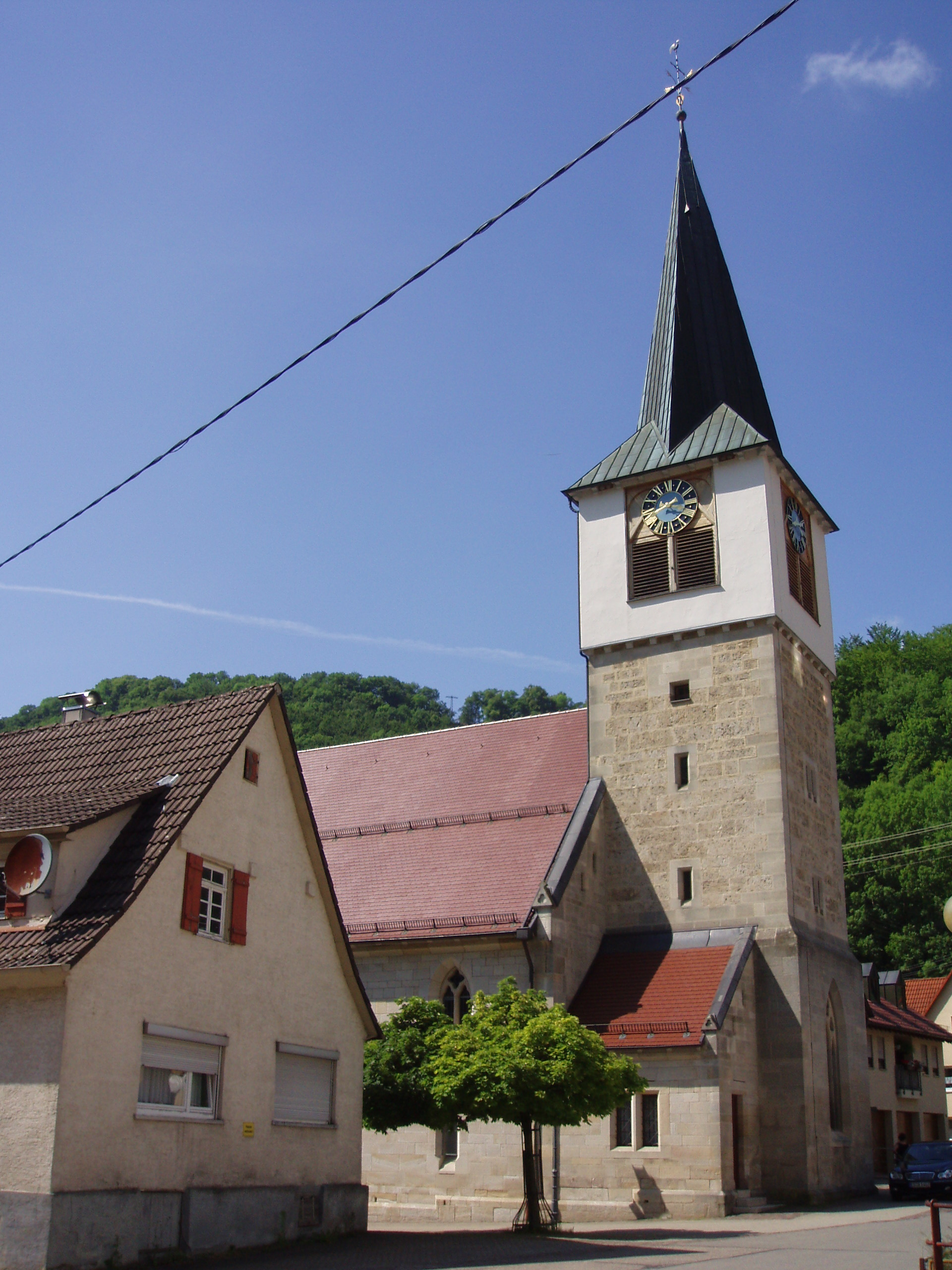
Evang. Kirche Lenningen-Gutenberg

Die frühere Kirchengemeinde Brucken umfasste den Ortsteil Brucken der Gemeinde Lenningen. Kirchlich gehörte der Ort zu Oberlenningen, doch ist schon 1489 eine Kapelle St. Stephan erwähnt. Im 17. Jahrhundert war der Pfarrer aus Owen zuständig. 1930 erhielt der Ort dann wieder seine eigene Kirche. Die Filialkirchengemeinde Brucken wurde durch Bekanntmachung des Oberkirchenrats vom 17. April 1952 von der Pfarrei Owen der Pfarrei Unterlenningen zugeordnet.

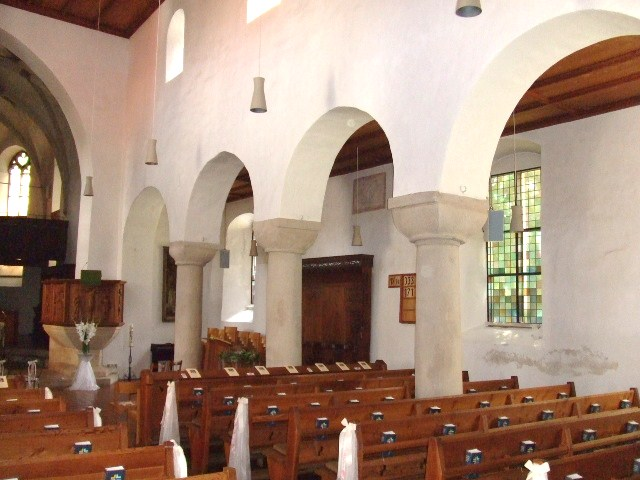
Martinskirche Oberlenningen

Die ehemalige Kirchengemeinde Oberlenningen umfasste den Ortsteil Oberlenningen der Gemeinde Lenningen. Eine Pfarrkirche (ab 1396 St. Martin) wurde bereits 1275 erwähnt. Sie gehörte den Herren von Wielandstein, dann den Herzögen von Teck und ab 1370 Heinrich Hochschlitz, bevor sie 1396 an Württemberg kam. Der Bau wird auf das 9. Jahrhundert datiert. Im 11. Jahrhundert bestand wohl eine dreischiffige Basilika. Die heutige Martinskirche hat einen gotischen sternrippengewölbten Chor sowie romanische und gotische Wandmalereien im Mittelschiff und Seitenschiff. Die Vorhalle wurde 1932 umgestaltet.
Die frühere Kirchengemeinde Schopfloch-Gutenberg umfasste die Ortsteile Schopfloch, Gutenberg und Schlattstall der Gemeinde Lenningen. Schopfloch gehörte kirchlich früher zu Lenningen, hatte aber schon seit 1142 eine eigene Kirche, die dem Hl. Johannes geweiht war (1580). Sie gehörte dem Kloster Rot. 1411 gelangte sie an Württemberg. Ein eigenes Pfarramt wurde 1557 errichtet. Die heutige Kirche wurde 1782 neu erbaut. Der rechteckige Bau hat Rundbogenfenster hat ein Satteldach mit Dachreiter. Zwischen 1636 und 1666 wurde Schopfloch von Oberlenningen bzw. Gutenberg aus pfarramtlich betreut. Gutenberg und Schlattstall gehörten im Mittelalter kirchlich zu Oberlenningen, seit der Reformation zu Schopfloch. 1560 wurde in Gutenberg eine eigene Pfarrei errichtet, zu der auch Schlattstall gehörte. Eine Filialkapelle St. Nikolaus wurde im 16. Jahrhundert in Gutenberg erbaut. Auf den Fundamenten dieser Kapelle wurde 1865/66 die heutige Kirche erbaut. Zum 1. Januar 2017 wurde die Kirchengemeinde Gutenberg aufgelöst und ihr Gebiet der Kirchengemeinde Schopfloch angegliedert, die gleichzeitig in Kirchengemeinde Schopfloch-Gutenberg umbenannt wurde.
Die ehemalige Kirchengemeinde Unterlenningen umfasste den Ortsteil Unterlenningen (ohne den Weiler Engelhof) der Gemeinde Lenningen. Schon vor 1335 ist eine eigene Pfarrei erwähnt. Im 15. und 16. Jahrhundert gab es zwei Kirchen am Ort, St. Paul und St. Ulrich. Ab 1534 war der Ort kurzzeitig Filiale von Oberlenningen. Die heutige Pfarrkirche wurde 1767 bis 1769 mit Westturm erbaut. Sie hat noch einen spätgotischen Chor. Der zu Unterlenningen gehörige Weiler Engelhof wurde mit Wirkung vom 15. Oktober 1991 in die Kirchengemeinde Ochsenwang umgegliedert.

### Kirchengemeinde Nabern

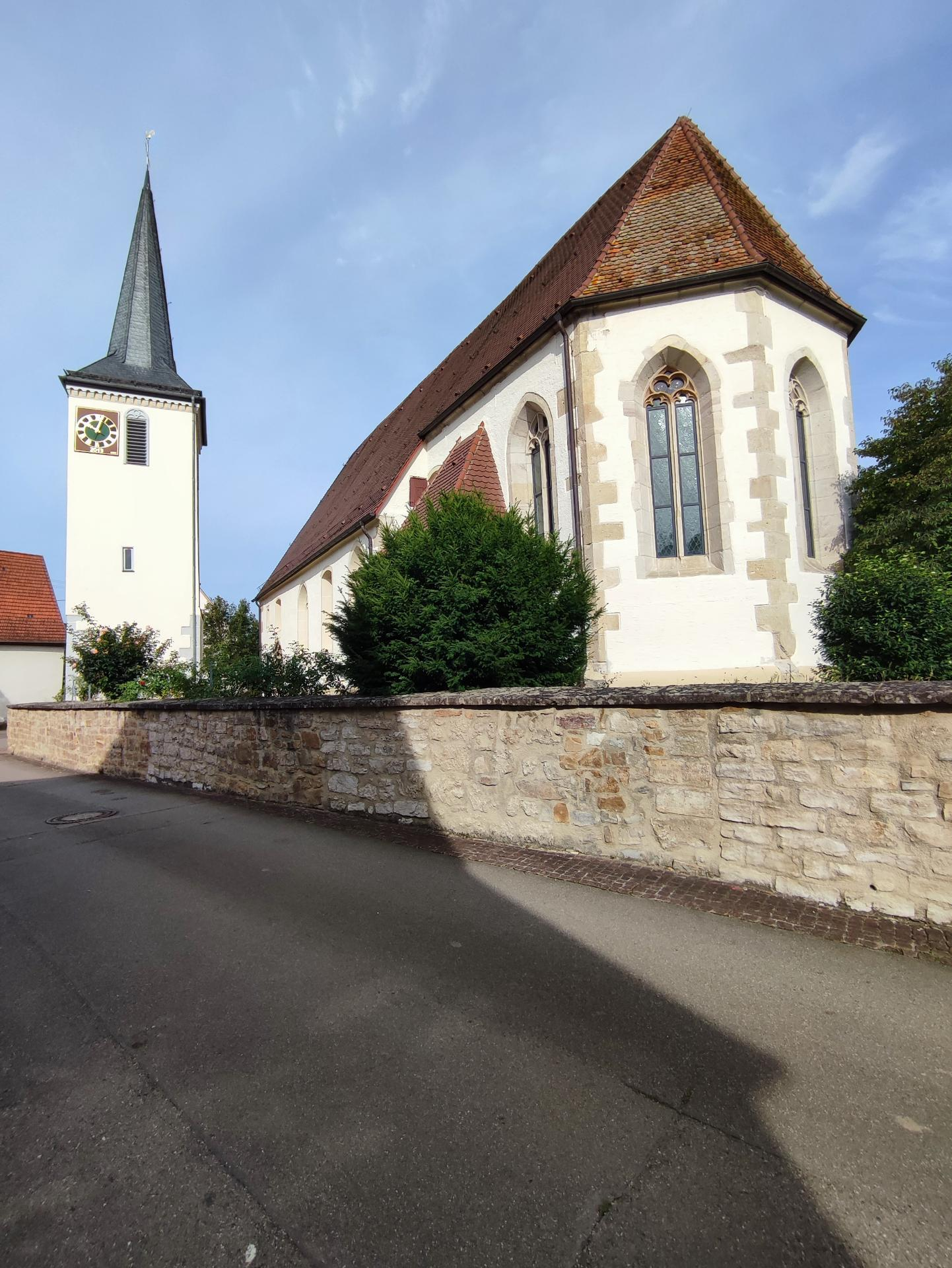
Johanneskirche in Nabern

Die Kirchengemeinde Nabern (ca. 1.050) umfasst den Stadtteil Nabern der Stadt Kirchheim unter Teck. Im 12. Jahrhundert ist bereits eine Kirche St. Johannis der Täufer genannt. Sie gehörte dem Kloster St. Peter im Schwarzwald. Die heutige Kirche ist ein spätgotischer Bau aus dem Jahr 1487 mit freistehendem Turm, der 1870 einen Achteckhelm erhielt.

### Kirchengemeinde Neidlingen

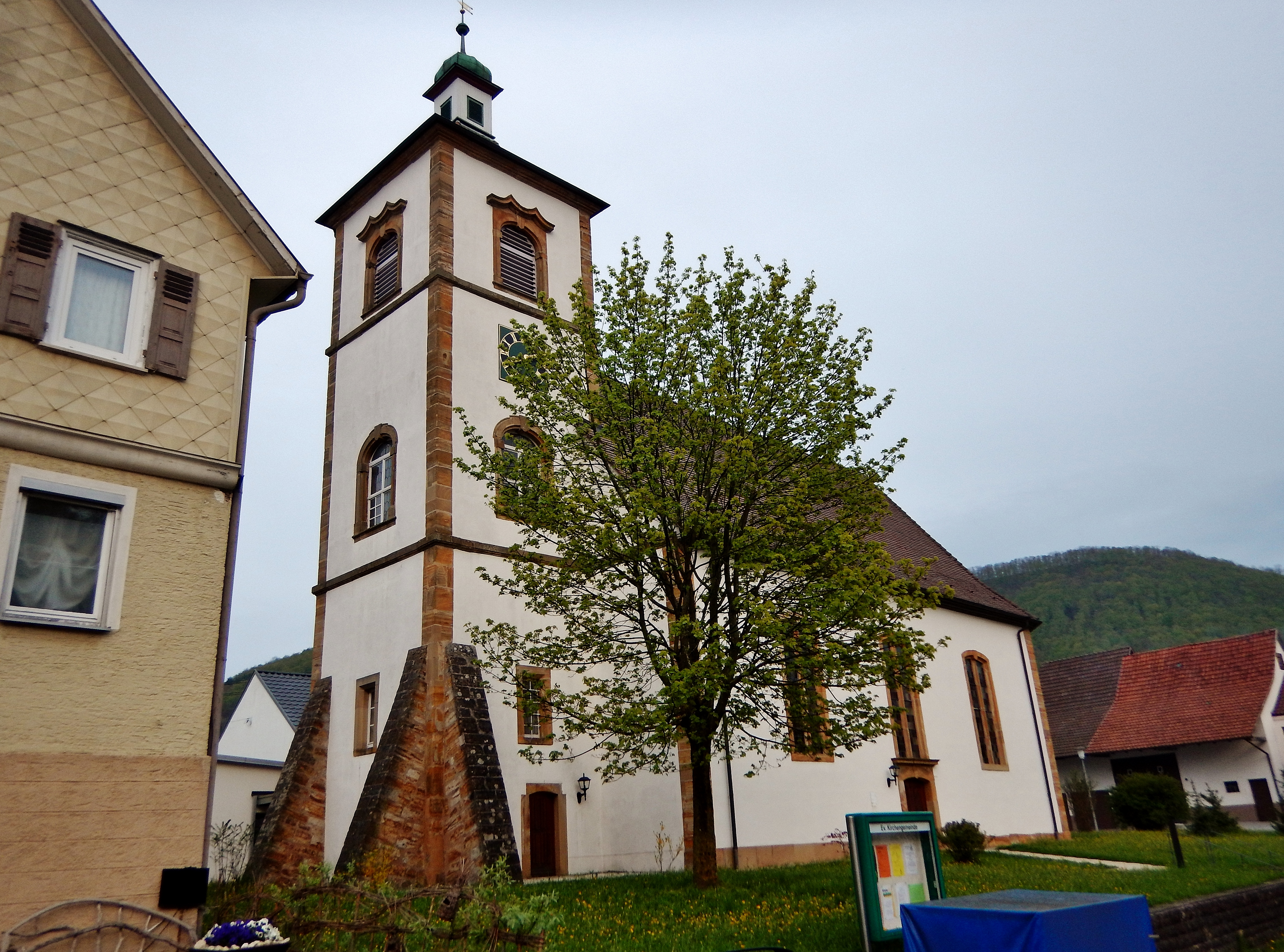
Evangelische Kirche in Neidlingen

Die Kirchengemeinde Neidlingen (ca. 1.230) umfasst die Gemeinde Neidlingen. Der Ort besaß eine 1275 erstmals erwähnte Kirche St. Alban innerhalb des Friedhofs. Die heutige Kirche wurde aber erst 1746 als Rechtecksaal mit quadratischem Turm erbaut.

### Kirchengemeinde Notzingen

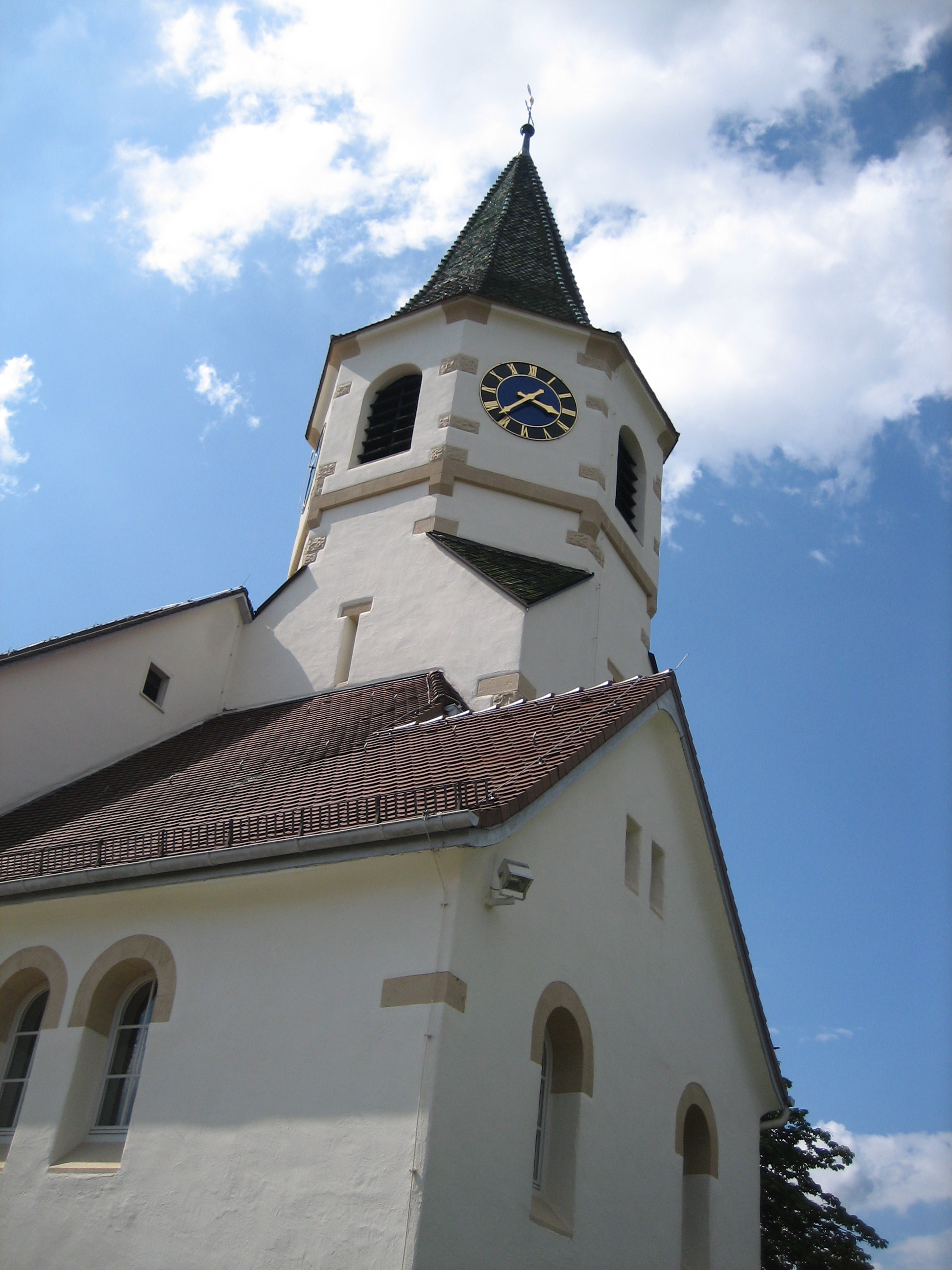
Jakobuskirche in Notzingen

Die Kirchengemeinde Notzingen (ca. 1.900) umfasst die Gemeinde Notzingen. Der Ort gehörte kirchlich zu Kirchheim. Eine Jakobskapelle wird aber bereits im 14. Jahrhundert erwähnt. Sie gehörte später den Herren von Speth. 1620 wurde eine neue Kirche erbaut, an der 1824 eine eigene Pfarrei errichtet wurde. Die heutige Kirche wurde 1833 anstelle der alten Kirche erbaut. 1905 erhielt sie einen Turm. Die Emporenbilder wurden 1710 geschaffen und stellen Szenen der Bibel dar.
Durch Bekanntmachung des Oberkirchenrats vom 2. Oktober 1936 wurde der Freitagshof (damals Gemeinde Steinbach, später Wernau) von der Kirchengemeinde Plochingen im Kirchenbezirk Esslingen in die Kirchengemeinde Notzingen umgegliedert, jedoch durch weitere Bekanntmachung vom 11. Oktober 1960 wieder in den Kirchenbezirk Esslingen zurückgegliedert und der inzwischen gebildeten Kirchengemeinde Wernau zugeordnet.

### Kirchengemeinde Owen

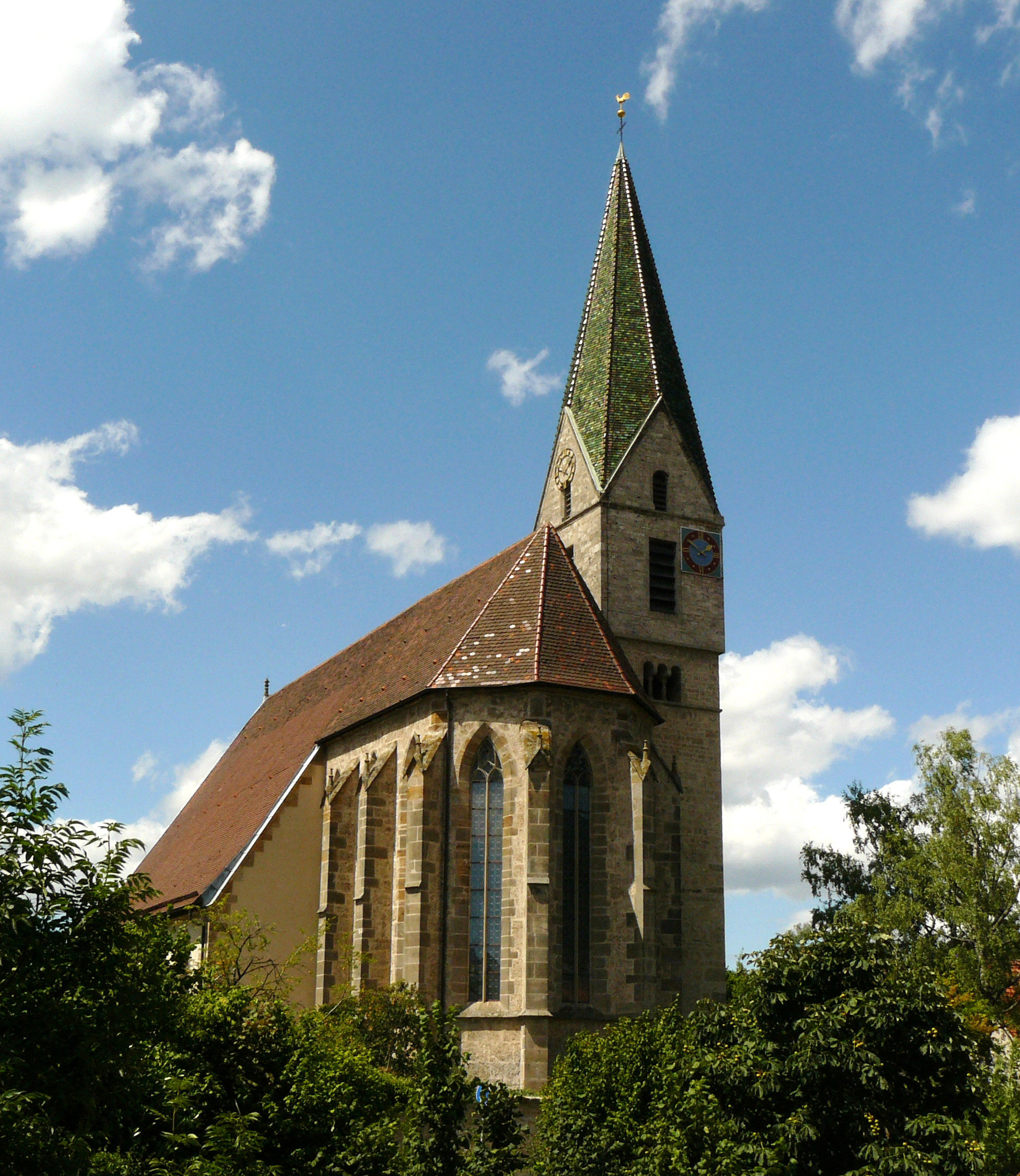
Marienkirche in Owen

Die Kirchengemeinde Owen umfasst die Stadt Owen. Die Marienkirche wurde 1339 als solche erstmals erwähnt. Sie war die Grablege der Herzöge von Teck und kam von diesen mit der Stadt an Württemberg. Das romanische Turmuntergeschoss stammt noch aus dem 12. Jahrhundert, der Chor und das Langhaus wurden um 1385 erbaut. Die Kirche wurde im Zweiten Weltkrieg beschädigt, danach aber wieder aufgebaut. Zur Pfarrei Owen gehörte bis 1952 auch die Filialkirchengemeinde Brucken. Diese wurde durch Bekanntmachung des Oberkirchenrats vom 17. April 1952 der Pfarrei Unterlenningen zugeordnet.

### Kirchengemeinde Weilheim/Teck

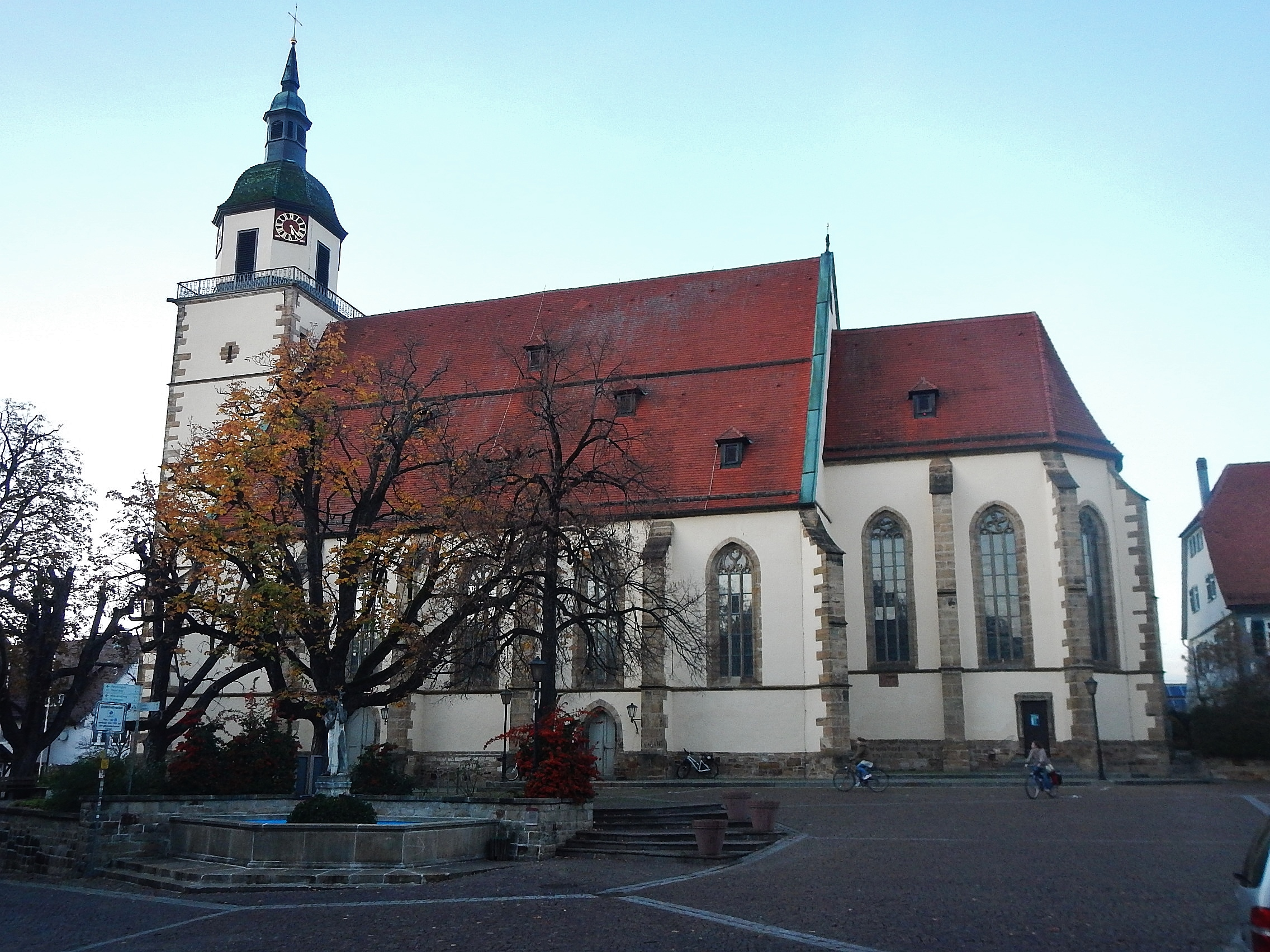
Peterskirche Weilheim

Die Kirchengemeinde Weilheim/Teck umfasst die Stadt Weilheim an der Teck ohne den Stadtteil Hepsisau. Im Mittelalter gab es zwei Kirchen in Weilheim: Die Peterskirche wurde 1089, die Kirche St. Kalixt außerhalb der Stadt wird erstmals 1275 genannt. Zur Peterskirche gehörten auch die Orte Häringen (heute nur ein kleiner Weiler), Pfundhart (im Dreißigjährigen Krieg abgegangen), Hepsisau, Ohmden und Zell. Zu St. Kalixt gehörten Unter- und Oberhofen. Letztere kam von Württemberg an das Kloster Adelberg. Im 16. Jahrhundert wurde sie abgebrochen. Die heutige Pfarrkirche wurde ab 1489 anstelle der 1461 durch einen Brand vernichteten Kirche erbaut. Die Fertigstellung war erst 1522.

## Archivquellen
- Bestand: Visitationsberichte.   Landeskirchliches Archiv Stuttgart. 1581–1822.   Signatur: A 1.
- Bestand: Kirchenvisitationsakten.   Hauptstaatsarchiv Stuttgart. ca. 1601–1840.   Signatur: A 281.
- Bestand: Ortsakten [mit Digitalisaten der Pfarrbeschreibungen und Pfarrberichte (darin u. a.: Chronik, Filialverhältnisse)].   Landeskirchliches Archiv Stuttgart. ca. 1550–1923.   Signatur: A 29.
- Bestand: Ortsakten [mit Digitalisaten der Pfarrberichte (darin u. a.: Filialverhältnisse)].   Landeskirchliches Archiv Stuttgart. ca. 1924–1966.   Signatur: A 129.
- Bestand: Ortsakten [mit Visitationsberichten].   Landeskirchliches Archiv Stuttgart. ca. 1967–1989.   Signatur: A 229.
- Archivgut: Dekanatsarchive.   Landeskirchliches Archiv Stuttgart.   Signatur: F-Bestände.
- Archivgut: Pfarrarchive.   Landeskirchliches Archiv Stuttgart.   Signatur: G-Bestände.